# Alvaschein
Alvaschein  est une localité et une ancienne commune suisse du canton des Grisons, située dans la région d'Albula.

## Histoire

Photo aérienne prise à 2500 m par Walter Mittelholzer (1928).

Le 1er janvier 2015, elle a fusionné avec ses voisines d'Alvaneu, Brienz/Brinzauls, Mon, Stierva, Surava et Tiefencastel au sein de la nouvelle commune d'Albula/Alvra.

## Monuments et curiosités
Mistail, un ensemble monastique comprenant l'église Saint-Pierre datant de l'époque carolingienne (seconde moitié du VIIIe siècle) et un couvent de femmes aujourd'hui disparu.